# Joch-Thymian
Der Joch-Thymian (Thymus zygis) ist eine Pflanzenart aus der Gattung der Thymiane (Thymus) in der Familie der Lippenblütler. Der Joch-Thymian ist offizinell.

## Merkmale
Der Joch-Thymian ist ein stark aromatisch duftender und dicht weiß behaarter Zwergstrauch, der Wuchshöhen von 10 bis 30 Zentimeter erreicht. Seine Äste sind aufsteigend bis aufrecht und verholzt. Die Blätter sind sitzend, linealisch bis elliptisch, 6 bis 10 Millimeter lang 1 Millimeter breit und am Rand umgerollt. Sie sind graugrün, drüsig gepunktet, unterseits weißfilzig und zumindest am Grund mehr oder weniger stark bewimpert. Der Mittelnerv ist deutlich erkennbar. Je 6 oder mehr Blüten sind zu Scheinquirlen angeordnet, die verlängerte, unterbrochene und ährige Blütenstände bilden. Der Kelch ist 3 bis 4 Millimeter lang, zweilippig und hat 10 bis 13 Nerven. Die oberen 3 Zähne sind ebenso breit wie lang und unbewimpert, die unteren 2 sind pfriemlich und bewimpert. Die Krone ist weißlich, zweilippig und ungefähr 4 Millimeter lang. Die 4 Staubblätter sowie der Griffel ragen aus dem Kelch heraus.
Blütezeit ist von Juli bis August.
Die Chromosomenzahl beträgt 2n = 14, 28 oder 58.

## Vorkommen
Der Joch-Thymian kommt in Spanien, Portugal, Marokko und Algerien in Macchien und auf trockenen Hängen vor.

## Systematik
Man kann drei Unterarten unterscheiden:
- Thymus zygis subsp. gracilis (Boiss.) R.Morales: Sie kommt im südlichen und südöstlichen Spanien, in Marokko und in Algerien vor.[2]
- Thymus zygis subsp. sylvestris (Hoffmanns. & Link) Cout.: Sie kommt vom westlichen und zentralen Portugal bis zum zentralen und südlichen Spanien vor.[2]
- Thymus zygis subsp. zygis: Sie kommt vom nördlichen Portugal bis zum nördlichen und nördlich-zentralen Spanien vor.[2]